# Гайлендс (Північна Кароліна)
Гайлендс (англ. Highlands) — місто (англ. town) в США, в округах Мейкон і Джексон штату Північна Кароліна. Населення — 1072 особи (2020).

## Географія
Гайлендс розташований за координатами 35°3′14″ пн. ш. 83°11′51″ зх. д. / 35.05389° пн. ш. 83.19750° зх. д. (35.053845, -83.197579).  За даними Бюро перепису населення США в 2010 році місто мало площу 15,94 км², з яких 15,56 км² — суходіл та 0,37 км² — водойми.

### Клімат
Місто знаходиться у зоні, котра характеризується морським кліматом. Найтепліший місяць — липень із середньою температурою 20.2 °C (68.4 °F). Найхолодніший місяць — січень, із середньою температурою 2.1 °С (35.7 °F).
| Клімат Гайлендса        | Клімат Гайлендса | Клімат Гайлендса | Клімат Гайлендса | Клімат Гайлендса | Клімат Гайлендса | Клімат Гайлендса | Клімат Гайлендса | Клімат Гайлендса | Клімат Гайлендса | Клімат Гайлендса | Клімат Гайлендса | Клімат Гайлендса | Клімат Гайлендса |
| Показник                | Січ.             | Лют.             | Бер.             | Квіт.            | Трав.            | Черв.            | Лип.             | Серп.            | Вер.             | Жовт.            | Лист.            | Груд.            | Рік              |
| Абсолютний максимум, °C | 23,9             | 25,6             | 28,9             | 32,2             | 32,8             | 36,1             | 36,7             | 36,7             | 36,1             | 30,6             | 27,8             | 23,9             | 36,7             |
| Середній максимум, °C   | 7,3              | 8,4              | 12,5             | 17,4             | 21,5             | 24,5             | 25,6             | 25,2             | 22,6             | 18               | 12,6             | 8,1              | 17               |
| Середня температура, °C | 2,1              | 2,9              | 6,6              | 11,1             | 15,3             | 18,8             | 20,2             | 19,9             | 17,2             | 12,1             | 6,7              | 2,9              | 11,3             |
| Середній мінімум, °C    | −3,2             | −2,7             | 0,6              | 4,8              | 9,2              | 13,1             | 14,9             | 14,7             | 11,8             | 6,1              | 0,9              | −2,3             | 5,7              |
| Абсолютний мінімум, °C  | −28,3            | −28,3            | −21,7            | −10,6            | −4,4             | 0                | 1,1              | 5,6              | −2,8             | −11,1            | −19,4            | −24,4            | −28,3            |
| Норма опадів, мм        | 179              | 171              | 203              | 161              | 155              | 180              | 197              | 183              | 165              | 148              | 157              | 192              | 2091             |
| Днів з опадами          | 12               | 11               | 13               | 11               | 12               | 13               | 16               | 15               | 11               | 8                | 9                | 11               | 141              |
| Днів зі снігом          | 1,6              | 1,3              | 0,9              | 0,2              | 0,1              | 0                | 0                | 0                | 0                | 0                | 0,2              | 1,3              | 5,6              |
| ----------------------- | ---------------- | ---------------- | ---------------- | ---------------- | ---------------- | ---------------- | ---------------- | ---------------- | ---------------- | ---------------- | ---------------- | ---------------- | ---------------- |
| Джерело: Weatherbase    |                  |                  |                  |                  |                  |                  |                  |                  |                  |                  |                  |                  |                  |

## Демографія
Згідно з переписом 2010 року, у місті мешкали 924 особи в 461 домогосподарстві у складі 273 родин. Густота населення становила 58 осіб/км².  Було 2099 помешкань (132/км²).
Расовий склад населення:
| - 94,3 % — білих - 0,6 % — азіатів - 0,2 % — корінних американців - 3,0 % — осіб інших рас |

До двох чи більше рас належало 1,8 %. Частка іспаномовних становила 5,7 % від усіх жителів.
За віковим діапазоном населення розподілялося таким чином: 12,1 % — особи молодші 18 років, 54,7 % — особи у віці 18—64 років, 33,2 % — особи у віці 65 років та старші. Медіана віку мешканця становила 56,6 року. На 100 осіб жіночої статі у місті припадало 90,9 чоловіків;  на 100 жінок у віці від 18 років та старших — 88,4 чоловіків також старших 18 років.
Середній дохід на одне домашнє господарство  становив 96 212 долари США (медіана — 58 750), а середній дохід на одну сім'ю — 128 218 доларів (медіана — 77 250). Медіана доходів становила 34 583 долари для чоловіків та 38 466 доларів для жінок. За межею бідності перебувало 5,6 % осіб, у тому числі 11,0 % дітей у віці до 18 років та 2,1 % осіб у віці 65 років та старших.
Цивільне працевлаштоване населення становило 484 особи. Основні галузі зайнятості: мистецтво, розваги та відпочинок — 27,7 %, науковці, спеціалісти, менеджери — 12,4 %, освіта, охорона здоров'я та соціальна допомога — 11,4 %, роздрібна торгівля — 11,0 %.